# Olympische Sommerspiele 1996/Leichtathletik – 1500 m (Frauen)

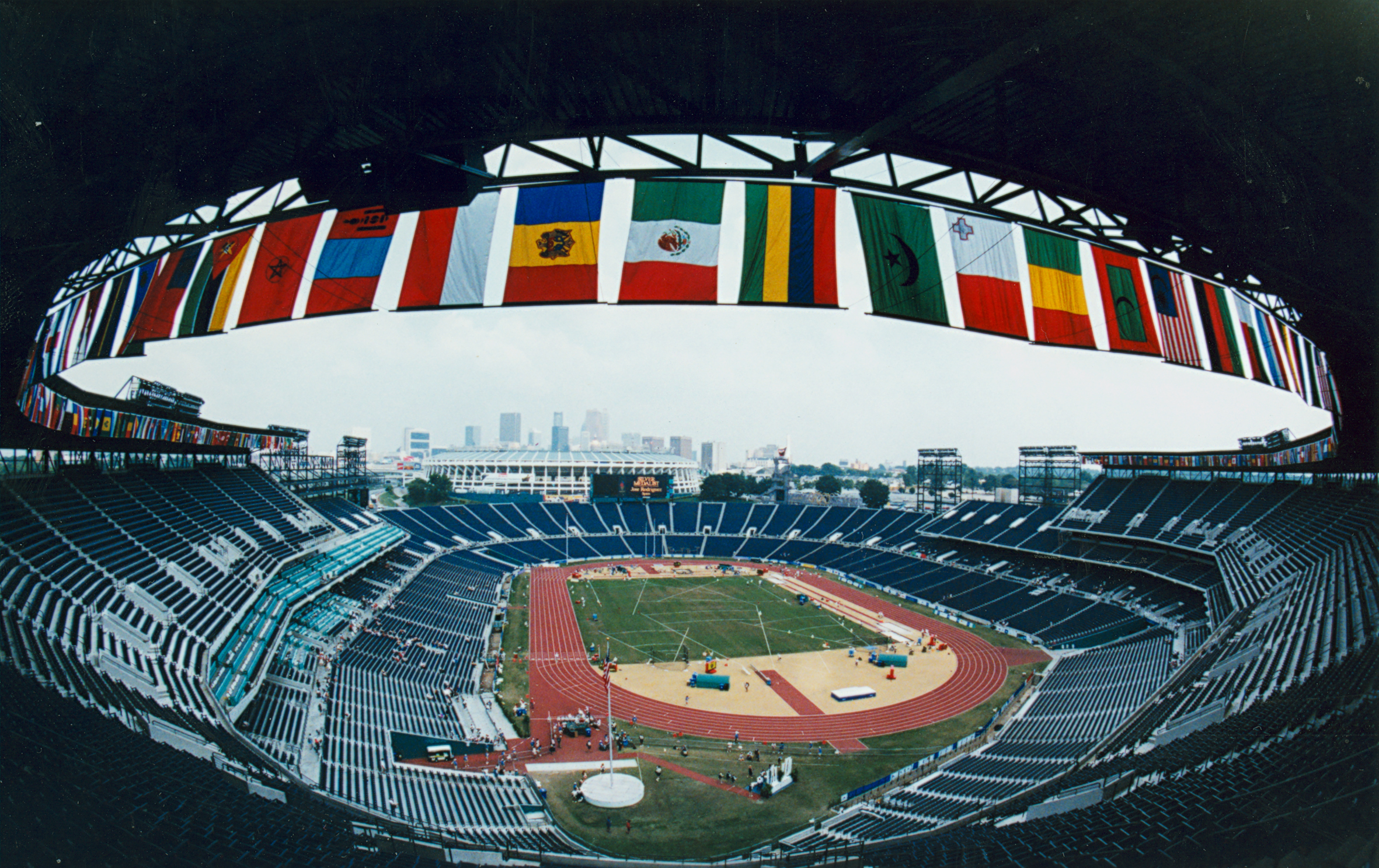
Das Centennial Olympic Stadium von Atlanta im Jahr 1996

Der 1500-Meter-Lauf der Frauen bei den Olympischen Spielen 1996 in Atlanta wurde am 31. Juli sowie am 1. und 3. August 1996 im Centennial Olympic Stadium ausgetragen. 32 Athletinnen nahmen teil.
Olympiasiegerin wurde die Russin Swetlana Masterkowa. Sie gewann vor der Rumänin Gabriela Szabo und der Österreicherin Theresia Kiesl.
Für Deutschland starteten Sylvia Kühnemund und Carmen Wüstenhagen, die beide im Halbfinale ausschieden.

Athletinnen aus der Schweiz und Liechtenstein nahmen nicht teil.

## Aktuelle Titelträgerinnen
| Olympiasiegerin 1992                      | Hassiba Boulmerka ( Algerien)    | 3:55,30 min | Barcelona 1992       |
| Weltmeisterin 1995                        | Hassiba Boulmerka ( Algerien)    | 4:02,42 min | Göteborg 1995        |
| Europameisterin 1994                      | Ljudmila Rogatschowa ( Russland) | 4:18,93 min | Helsinki 1994        |
| Panamerikanische Meisterin 1995           | Sarah Thorsett ( USA)            | 4:21,84 min | Mar del Plata 1995   |
| Zentralamerika und Karibik-Meisterin 1995 | Mardrea Hyman ( Jamaika)         | 4:31,74 min | Guatemala-Stadt 1995 |
| Südamerika-Meisterin 1995                 | Marta Orellana ( Argentinien)    | 4:21,60 min | Manaus 1995          |
| Asienmeisterin 1995                       | Kumiko Okamoto ( Japan)          | 4:18,69 min | Jakarta 1995         |
| Afrikameisterin 1996                      | Naomi Mugo ( Kenia)              | 4:12,3 min  | Yaoundé 1996         |
| Ozeanienmeisterin 1994                    | Sharon McKenzie ( Neuseeland)    | 4:39,64 min | Auckland 1994        |

## Bestehende Rekorde
| Weltrekord         | 3:50,46 min | Qu Yunxia ( Volksrepublik China) | Peking, Volksrepublik China | 11. September 1993 |
| Olympischer Rekord | 3:53,96 min | Paula Ivan ( Rumänien)           | Finale OS Seoul, Südkorea   | 1. Oktober 1988    |

Der bestehende olympische Rekord wurde bei diesen Spielen nicht erreicht. Alle Läufe hier waren auf ein Finish im letzten Rennabschnitt ausgerichtet. Die russische Olympiasiegerin Swetlana Masterkowa verfehlte den Rekord im schnellsten Rennen, dem Finale, mit ihren 4:00,83 min um 6,87 Sekunden. Zum Weltrekord fehlten ihr 10,50 Sekunden.

## Vorrunde
31. Juli 1996
Die Athletinnen traten zu insgesamt drei Vorläufen an. Für das Halbfinale qualifizierten sich pro Lauf die ersten sechs Sportlerinnen. Darüber hinaus kamen die sechs Zeitschnellsten, die sogenannten Lucky Loser, weiter. Die direkt qualifizierten Läuferinnen sind hellblau, die Lucky Loser hellgrün unterlegt.
Anmerkung:
Alle Zeiten sind in Ortszeit Atlanta (UTC−5) angegeben.

### Vorlauf 1
10:10 Uhr
| Platz | Name                | Nation      | Zeit (min) |
| ----- | ------------------- | ----------- | ---------- |
| 1     | Theresia Kiesl      | Österreich  | 4:09,24    |
| 2     | Swetlana Masterkowa | Russland    | 4:09,88    |
| 3     | Hassiba Boulmerka   | Algerien    | 4:09,96    |
| 4     | Carmen Wüstenhagen  | Deutschland | 4:10,06    |
| 5     | Sinéad Delahunty    | Irland      | 4:10,20    |
| 6     | Gwen Griffiths      | Südafrika   | 4:10,80    |
| 7     | Anna Brzezińska     | Polen       | 4:11,06    |
| 8     | Leah Pells          | Kanada      | 4:13,17    |
| 9     | Frédérique Quentin  | Frankreich  | 4:15,95    |
| 10    | Julianne Henner     | USA         | 4:27,14    |
| 11    | Khin Khin Htwe      | Myanmar     | 4:30,64    |

### Vorlauf 2

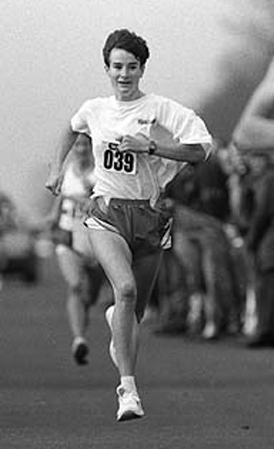
Die Mitfavoritin Sonia O’Sullivan schied geschwächt durch eine Darmerkrankung als Zehnte des zweiten Vorlaufs aus

10:10 Uhr
| Platz | Name                    | Nation      | Zeit (min) |
| ----- | ----------------------- | ----------- | ---------- |
| 1     | Ljudmila Borisowa       | Russland    | 4:13,29    |
| 2     | Naomi Mugo              | Kenia       | 4:13,35    |
| 3     | Carla Sacramento        | Portugal    | 4:13,57    |
| 4     | Cătălina Gheorghiu      | Rumänien    | 4:13,82    |
| 5     | Blandine Bitzner-Ducret | Frankreich  | 4:13,83    |
| 6     | Maite Zúñiga            | Spanien     | 4:14,05    |
| 7     | Sylvia Kühnemund        | Deutschland | 4:14,35    |
| 8     | Natallja Duchnowa       | Belarus     | 4:14,75    |
| 9     | Victoria Huber          | USA         | 4:14,82    |
| 10    | Sonia O’Sullivan        | Irland      | 4:19,77    |
| 11    | Petja Straschilowa      | Bulgarien   | 4:26,66    |

### Vorlauf 3

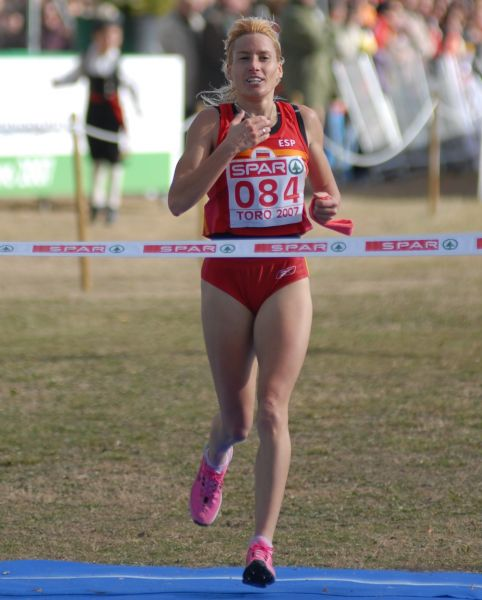
Marta Domínguez – ausgeschieden als Neunte des dritten Vorlaufs

10:20 Uhr
| Platz | Name                 | Nation         | Zeit (min) |
| ----- | -------------------- | -------------- | ---------- |
| 1     | Gabriela Szabo       | Rumänien       | 4:07,32    |
| 2     | Kelly Holmes         | Großbritannien | 4:07,36    |
| 3     | Regina Jacobs        | USA            | 4:07,41    |
| 4     | Margaret Crowley     | Australien     | 4:07,51    |
| 5     | Małgorzata Rydz      | Polen          | 4:07,51    |
| 6     | Ljudmila Rogatschowa | Russland       | 4:07,61    |
| 7     | Kutre Dulecha        | Äthiopien      | 4:07,69    |
| 8     | Malin Ewerlöf        | Schweden       | 4:09,06    |
| 9     | Marta Domínguez      | Spanien        | 4:15,00    |
| 10    | Paula Schnurr        | Kanada         | 4:29,67    |

## Halbfinale
1. August 1996
In den beiden Halbfinals qualifizierten sich pro Lauf die ersten fünf Athletinnen für das Finale. Darüber hinaus kamen die zwei Zeitschnellsten, die sogenannten Lucky Loser, weiter. Die direkt qualifizierten Läuferinnen sind hellblau, die Lucky Loser hellgrün unterlegt.

### Lauf 1
19:30 Uhr
| Platz | Name                    | Nation      | Zeit (min) |
| ----- | ----------------------- | ----------- | ---------- |
| 1     | Theresia Kiesl          | Österreich  | 4:09,44    |
| 2     | Gabriela Szabo          | Rumänien    | 4:09,83    |
| 3     | Swetlana Masterkowa     | Russland    | 4:10,35    |
| 4     | Małgorzata Rydz         | Polen       | 4:10,77    |
| 5     | Gwen Griffiths          | Südafrika   | 4:11,12    |
| 6     | Natallja Duchnowa       | Belarus     | 4:11,43    |
| 7     | Carmen Wüstenhagen      | Deutschland | 4:11,47    |
| 8     | Blandine Bitzner-Ducret | Frankreich  | 4:12,27    |
| 9     | Sinéad Delahunty        | Irland      | 4:12,52    |
| 10    | Maite Zúñiga            | Spanien     | 4:14,10    |
| 11    | Ljudmila Rogatschowa    | Russland    | 4:14,54    |
| 12    | Hassiba Boulmerka       | Algerien    | 4:23,86    |

### Lauf 2
19:45 Uhr
| Platz | Name               | Nation         | Zeit (min) | Anmerkung                                                |
| ----- | ------------------ | -------------- | ---------- | -------------------------------------------------------- |
| 1     | Kelly Holmes       | Großbritannien | 4:05,88    |                                                          |
| 2     | Regina Jacobs      | USA            | 4:06,13    |                                                          |
| 3     | Margaret Crowley   | Australien     | 4:06,21    |                                                          |
| 4     | Leah Pells         | Kanada         | 4:06,26    |                                                          |
| 5     | Carla Sacramento   | Portugal       | 4:06,70    |                                                          |
| 6     | Ljudmila Borisowa  | Russland       | 4:06,89    |                                                          |
| 7     | Anna Brzezińska    | Polen          | 4:07,17    |                                                          |
| 8     | Kutre Dulecha      | Äthiopien      | 4:09,03    |                                                          |
| 9     | Malin Ewerlöf      | Schweden       | 4:13,85    |                                                          |
| 10    | Sylvia Kühnemund   | Deutschland    | 4:16,85    |                                                          |
| 11    | Naomi Mugo         | Kenia          | 4:20,01    | nach Schiedsrichterentscheid für das Finale qualifiziert |
| DSQ   | Cătălina Gheorghiu | Rumänien       |            | disqualifiziert wegen Behinderung                        |

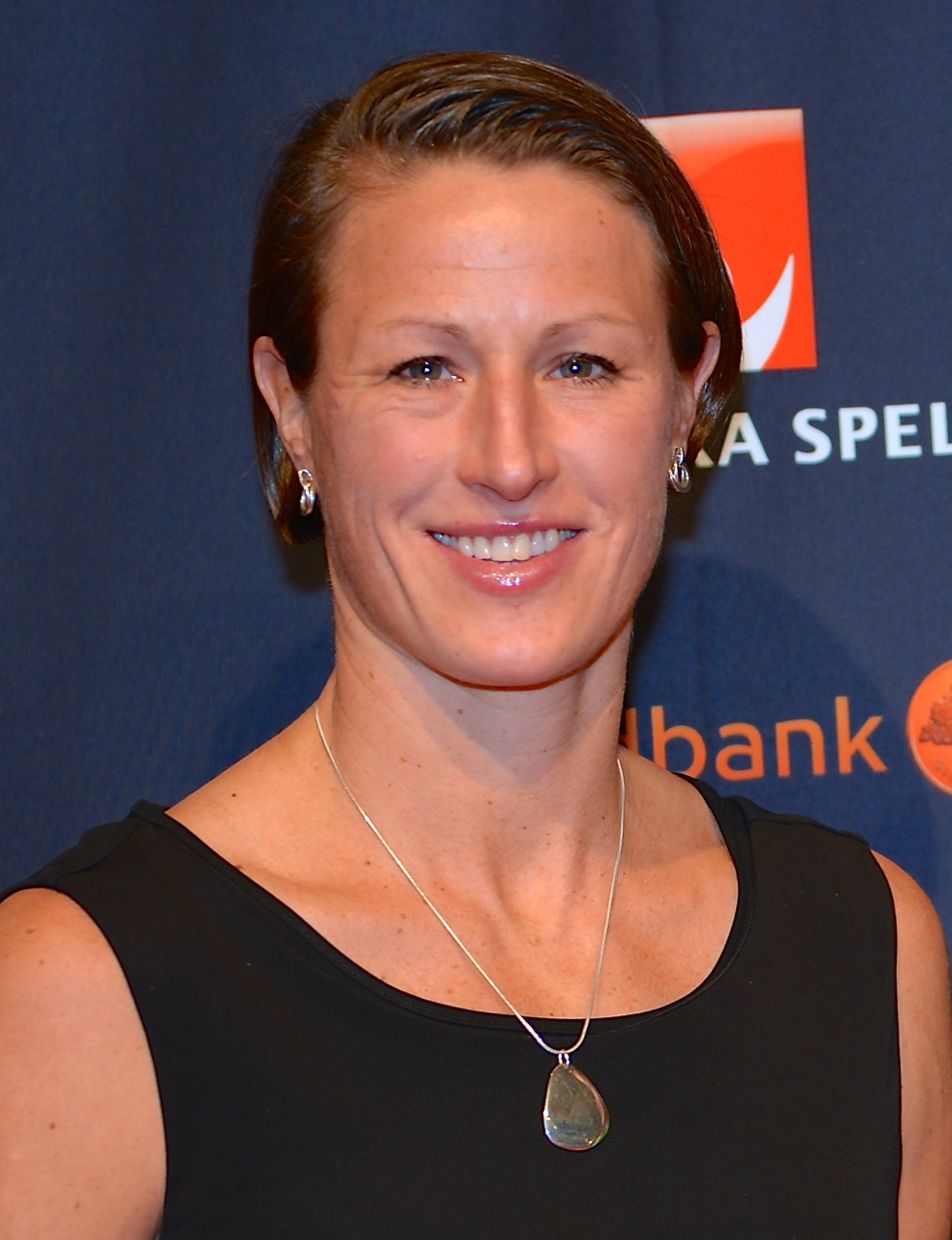
Malin Ewerlöf (Foto: 2014) – als Neunte des zweiten Halbfinals nicht im Finale

Im Rennen kam es zu einem Zwischenfall. Die Rumänin Cătălina Gheorghiu hatte die Kenianerin Naomi Mugo behindert. Gheorghiu, die mit einer Zeit von 4:09,30 min als Neunte das Ziel erreichte, wurde disqualifiziert. Die Schiedsrichter entschieden, dass Mugo im Finale starten durfte. Allerdings machte die Kenianerin keinen Gebrauch von ihrem Startrecht.

## Finale

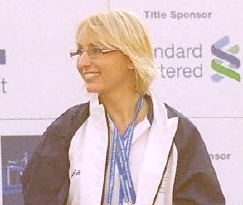
Silbermedaillengewinnerin Gabriela Szabo
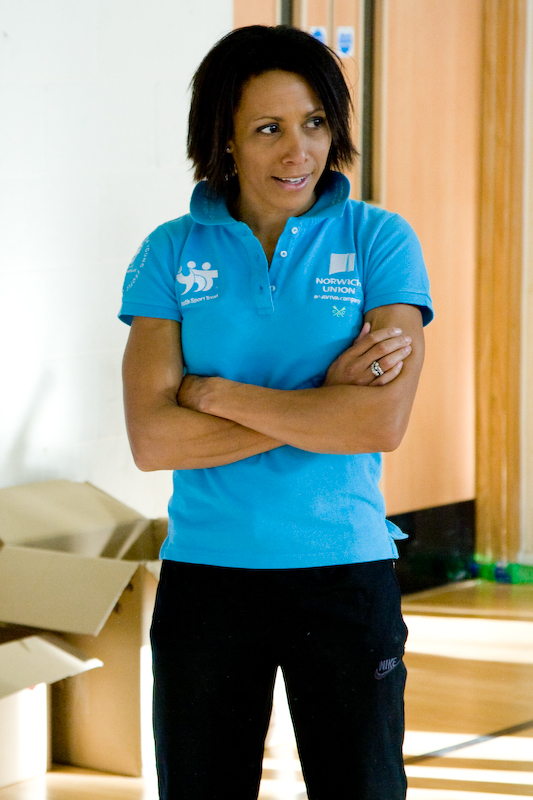
Kelly Holmes kam auf den elften Platz

3. August 1996, 20:15 Uhr
| Platz | Name                | Nation         | Zeit (min) | Anmerkung                     |
| ----- | ------------------- | -------------- | ---------- | ----------------------------- |
| 1     | Swetlana Masterkowa | Russland       | 4:00,83    |                               |
| 2     | Gabriela Szabo      | Rumänien       | 4:01,54    |                               |
| 3     | Theresia Kiesl      | Österreich     | 4:03,02    |                               |
| 4     | Leah Pells          | Kanada         | 4:03,56    |                               |
| 5     | Margaret Crowley    | Australien     | 4:03,79    |                               |
| 6     | Carla Sacramento    | Portugal       | 4:03,91    |                               |
| 7     | Ljudmila Borisowa   | Russland       | 4:03,56    |                               |
| 8     | Małgorzata Rydz     | Polen          | 4:05,92    |                               |
| 9     | Gwen Griffiths      | Südafrika      | 4:06,33    |                               |
| 10    | Regina Jacobs       | USA            | 4:07,21    |                               |
| 11    | Kelly Holmes        | Großbritannien | 4:07,46    |                               |
| 12    | Anna Brzezińska     | Polen          | 4:07,27    |                               |
| DNS   | Naomi Mugo          | Kenia          |            | auf das Startrecht verzichtet |

Für das Finale hatten sich jeweils zwei Polinnen und Russinnen sowie je eine Starterin aus Australien, Kanada, Österreich, Portugal, Rumänien, den USA und Großbritannien qualifiziert.
Die Olympiasiegerin von 1992 und amtierende Weltmeisterin Hassiba Boulmerka aus Algerien war im Halbfinale ausgeschieden, als sie sich im Gedränge eine Knöchelverletzung zugezogen hatte. Auch die hocheingeschätzte Irin Sonia O’Sullivan, Weltmeisterin über 5000 Meter, war im Finale nicht dabei. Sie war geschwächt durch eine Darmerkrankung im Vorlauf ausgeschieden. So fiel die Favoritenrolle vor allem der Siegerin des 800-Meter-Laufs Swetlana Masterkowa aus Russland zu. Weitere Medaillenkandidatinnen waren unter anderem die britische Vizeweltmeisterin und Vizeeuropameisterin Kelly Holmes, hier in Atlanta bereits Vierte über 800 Meter, und die portugiesische WM-Dritte Carla Sacramento.
Wie schon im 800-Meter-Finale setzte sich Masterkowa gleich nach dem Startschuss an die Spitze des Feldes. Ihre Konkurrentinnen ließen sie gewähren und suchten anfangs nur nach der möglichst besten Position hinter ihr. Kurz vor Erreichen der 300-Meter-Marke übernahm dann doch Holmes die Führung. Das Tempo hielt sich in Grenzen, die erste Runde wurde in 1:02,66 min gelaufen. Holmes führte weiter vor Masterkowa, der Österreicherin Theresia Kiesl, der US-Amerikanerin Regina Jacobs und der Rumänin Gabriela Szabo. In dieser Reihenfolge wurde auch die 800-Meter-Marke in 2:10,55 min passiert – die zweite Runde war mit 1:07,89 min also noch etwas langsamer als die erste. Eingangs der letzten 400 Meter war die Rangfolge immer noch unverändert. Die 1200-Meter-Zwischenzeit lautete 3:16,63 min – dritte Runde in 1:06,08 min. Auf der letzten Gegengeraden wurde es deutlich schneller. Außen griff Kiesl an, Holmes konnte jetzt nicht mehr mithalten. Szabo, Kiesl und Masterkowa spurteten in der Zielkurve zu dritt nebeneinander. Hinter ihnen gab es eine Lücke. Auf der Zielgeraden zog Swetlana Masterkowa noch einmal unwiderstehlich an und gewann das erste Double über 800 und 1500 Meter seit Tatjana Kasankinas Siegen 1976. Gabriela Szabo wurde Zweite, Theresia Kiesl Dritte vor der Kanadierin Leah Pells und der Australierin Margaret Crowley. Carla Sacramento belegte den sechsten Platz.
Swetlana Masterkowa war die erste Olympiasiegerin für das Land Russland über 1500 Meter.
Theresia Kiesl gewann die erste olympische Medaille Österreichs in dieser Disziplin.

## Videolinks
- Women's 1500m Final Atlanta Olympics 03-08-1996, youtube.com, abgerufen am 13. Januar 2022
- Women's 1500m Final Atlanta Olympics 1996, youtube.com, abgerufen am 7. März 2018